# Felipe Calderón Hinojosa
  Felipe Calderón Hinojosa  (castellà: Felipe Calderón)  (Morelia, 18 d'agost de 1962), El Comandante Borolas, fue president de Mèxic de 2006 fins al 2012. Va ser proclamat guanyador de les eleccions presidencials del 2006; la seva gestió va començar l'1 de desembre del 2006 i acabà l'1 de desembre del 2012. És membre del Partit Acció Nacional.
Fill de Luis Calderón Vega, un dels fundadors del Partit Acció Nacional (PAN) el 1939, va llicenciar-se en dret de l'Escola de Lliure Dret de la ciutat de Mèxic. També va obtenir un màster en economia de l'Institut Tecnològic Autònom de Mèxic (ITAM) i en administració pública de la Universitat Harvard. Va ser secretari nacional del comitè d'Acció Juvenil, secretari d'estudis i secretari general del PAN. Va ser candidat a governador de l'estat de Michoacán el 1995.
Entre 1996 i 1999 va ser president del partit. Durant la seva gestió, el PAN va guanyar les eleccions a governador dels estats de Nuevo León, Querétaro de Arteaga i Aguascalientes i 14 capitals d'estat, entre elles Monterrey. Va ser representant uninominal de l'Assemblea Legislativa del Districte Federal i diputat federal plurinominal del Congrés de la Unió.
El 2005 va ser seleccionat com a candidat del PAN per a les eleccions presidencials i parlamentàries del 2 de juliol del 2006. Les eleccions presidencials serien les més competides de la història del país, i Calderón va obtenir la victòria per només el 0,58% dels vots. El candidat del Partit de la Revolució Democràtica, Andrés Manuel López Obrador va impugnar el resultat, acusant al govern de frau. No obstant això, en no mostrar prou evidència, el Tribunal Federal Electoral va declarar la victòria de Calderón. El PAN també va aconseguir majoria al Senat i a la Cambra de Diputats del Congrés de la Unió, encara que no pas absoluta.